# Balnot-sur-Laignes
Balnot-sur-Laignes ist eine französische Gemeinde mit 157 Einwohnern (Stand: 1. Januar 2022) im  Département Aube in der Region Grand Est (vor 2016 Champagne-Ardenne). Sie gehört zum Arrondissement Troyes und zum Kanton Les Riceys.

## Geographie
Balnot-sur-Laignes liegt etwa 30 Kilometer südöstlich von Troyes. Umgeben wird Balnot-sur-Laignes von den Nachbargemeinden Polisy im Norden, Buxeuil im Nordosten, Neuville-sur-Seine im Osten, Les Riceys im Süden sowie Avirey-Lingey im Westen.

## Bevölkerungsentwicklung
| Jahr                       | 1962 | 1968 | 1975 | 1982 | 1990 | 1999 | 2006 | 2011 | 2017 |
| Einwohner                  | 162  | 172  | 153  | 149  | 158  | 175  | 160  | 162  | 155  |
| Quellen: Cassini und INSEE |      |      |      |      |      |      |      |      |      |

## Sehenswürdigkeiten

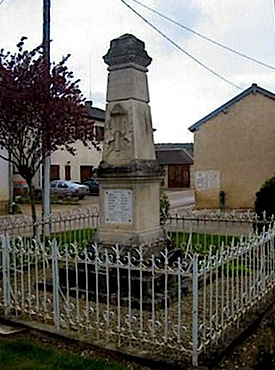
Gefallenendenkmal

- Kirche Saint-Savinien